# The Hoosiers
The Hoosiers (antes conhecido como The Hoosiers Complex) são uma banda de indie pop/indie rock inglês de Reading, Berkshire e Suécia. A banda é composta pelos membros Irwin Sparkes (vocais, guitarra) e Alphonso "Alan" Sharland (bateria). Seu primeiro single foi Worried About Ray que alcançou o número #5 no UK Single Chart em Julho de 2007. Eles lançaram seu álbum de estréia, The Trick to Life, em Outubro de 2007.

## História
Provenientes de Exeter, Reading e Estocolmo, a banda desejava criar um som que eles chamam de "queremos ser indie, mas não somos “cool” o suficiente", que combina uma série de gêneros musicais. Os membros da banda citam como influências bandas como The Cure, Jeff Buckley, The Flaming Lips e XTC.
O trio firmou contrato com a RCA e lançaram seu primeiro álbum The Trick to Life, em 22 de Outubro de 2007. A banda tem falado de seu desejo de escrever canções que sejam algo mais do que “garoto e garota... encontrando o amor em uma Sexta à noite com seus amigos”, e dizem que o álbum vai surpreender as pessoas que conhecem apenas seus singles.

## Discografia

### Álbums
|      | Álbuns                 |    |    |
| ---- | ---------------------- | -- | -- |
| 2007 | The Trick To Life      | 1  | 47 |
| 2010 | The Illusion of Safety | 10 | -  |
| 2011 | Bumpy Ride             | -  | -  |
| 2014 | The News From Nowhere  |    |    |
| 2023 | Confidence             |    |    |

### Singles
| Ano  | Single                         | Posições Nas Paradas | Posições Nas Paradas | Posições Nas Paradas | Posições Nas Paradas | Posições Nas Paradas | Posições Nas Paradas | Álbum                  |
| Ano  | Single                         | UK                   | BEL (FLA)            | BEL (WAL)            | GER                  | IRE                  | SWI                  | Álbum                  |
| ---- | ------------------------------ | -------------------- | -------------------- | -------------------- | -------------------- | -------------------- | -------------------- | ---------------------- |
| 2007 | "Worried About Ray"            | 5                    | 68                   | 54                   | 94                   | 38                   | 85                   | The Trick To Life      |
| 2007 | "Goodbye Mr A"                 | 4                    | —                    | —                    | —                    | 23                   | —                    | The Trick To Life      |
| 2008 | "Worst Case Scenario"          | 76                   | —                    | —                    | —                    | —                    | —                    | The Trick To Life      |
| 2008 | "Cops and Robbers"             | 24                   | —                    | —                    | —                    | —                    | —                    | The Trick To Life      |
| 2010 | "Choices"                      | 11                   | —                    | —                    | 88                   | 33                   | —                    | The Illusion Of Safety |
| 2011 | "Bumpy Ride"                   | 150                  | —                    | —                    | —                    | —                    | —                    | The Illusion Of Safety |
| 2013 | Somewhere In The Distance      | —                    | —                    | —                    | —                    | —                    | —                    | The News From Nowhere  |
| 2014 | Make or Break (You Gotta Know) | —                    | —                    | —                    | —                    | —                    | —                    | The News From Nowhere  |

## Videografia

### Videoclipes
| Ano  | Música                             | Diretor         |
| ---- | ---------------------------------- | --------------- |
| 2007 | "Worried About Ray"                | Diamond Dogs    |
| 2007 | "Goodbye Mr A"                     | Diamond Dogs    |
| 2008 | "Worst Case Scenario"              | Rupert Jones    |
| 2008 | "Cops and Robbers"                 | Diamond Dogs    |
| 2010 | "Choices"                          | Diamond Dogs    |
| 2010 | "Unlikely Hero (I Like Everybody)" | Diamond Dogs    |
| 2011 | "Bumpy Ride"                       | Craig Young     |
| 2014 | Make Or Break (You Gotta Know)     | Daniel Broadley |